# Italo Cucci
Italo Cucci (Sassocorvaro, 31 maggio 1939) è un giornalista e saggista italiano.

## Biografia
Originario del Montefeltro, della famiglia Cucci di Majolo, discendente da parte materna del beato Matteo Serafini da Bascio, il fondatore dei frati Cappuccini, è cresciuto a Rimini, dove ha iniziato la sua carriera giornalistica nel 1956 con il settimanale La Provincia.

### Attività giornalistica
Ha esordito nel 1956 collaborando con alcuni settimanali della Capitale (Lo Specchio, Il Meridiano, Qui Italia, la Folla, Reporter). Due anni dopo si è iscritto all'Albo dei Giornalisti (Elenco Speciale) dell'Emilia-Romagna, poi del Lazio, infine della Sicilia. Assunto da Giovanni Spadolini al Resto del Carlino, nel 1966 diventa giornalista professionista. Inviato sportivo, ha seguito il Tour de France 1967 per conto del quotidiano Stadio, diventando testimone della tragedia del ciclista inglese Tom Simpson e i Mondiali di calcio dal 1974 al 2010. Nel 1969, inviato per il «Guerin Sportivo», scrisse per primo che Eddy Merckx, che stava vincendo il Giro d'Italia, era stato trovato positivo all'antidoping. 
Ha diretto i giornali in cui è stato redattore. Prima il Guerin Sportivo (tre volte, rinnovandolo totalmente dal 1975 e portandolo ai massimi storici della diffusione nel 1982 con 340 000 copie) con la vittoria ai Mondiali di Spagna, che aveva pronosticato credendo in Bearzot; poi Stadio (da condirettore), il Corriere dello Sport-Stadio (due volte), e il Quotidiano Nazionale (che raccoglie le testate La Nazione, Il Giorno e Il Resto del Carlino). Ha diretto anche il mensile Master e il settimanale Autosprint. Dopo l'esordio a Stadio (1963) è stato anche inviato speciale della Gazzetta dello Sport (1968-1969, direzione di Gualtiero Zanetti). Da Germania 1974 a Sudafrica 2010 ha seguito dieci Mondiali di calcio e sei Olimpiadi.
Dal 2008 è direttore editoriale dell'agenzia di stampa Italpress, attraverso la quale collabora come editorialista per numerosi quotidiani nazionali e locali: Roma di Napoli,  Giornale di Sicilia e Gazzetta del Mezzogiorno. Ha scritto per anni per Avvenire. Sul quotidiano della CEI, ha curato settimanalmente la rubrica La barba al palo. Ha scritto per il Corriere della sera. È stato collaboratore della RAI dal 1979 come opinionista/editorialista sportivo. Dal marzo 2012 è direttore del mensile Primato, organo ufficiale di «Alleanza sportiva italiana».
Dal 2011 vive stabilmente nell'isola di Pantelleria. Al suo paese natale, Sassocorvaro, ha donato la sua ricca biblioteca che oggi porta il suo nome. È sposato con Grazia Vezzoli, e ha 4 figli: Francesca (1966), Benedetta (1967), Ignazio (1981), Beatrice (1982).
Dal 2016 è tornato a scrivere per il Quotidiano Nazionale e dal 2018 ha ripreso la collaborazione al Corriere dello Sport - Stadio come editorialista. Il 1º febbraio 2021 lancia la sua prima rubrica video sulle piattaforme multimediali: "La barba al palo". Nel 2024 per l’Europeo di calcio è alla conduzione di Primo Piano Euro24, appuntamento bisettimanale in seconda serata con Claudio Brachino sulla nuova rete Netweek.

### Altre attività
Allievo di Gianni Brera, Severo Boschi, Aldo Bardelli ed Enzo Biagi, ha insegnato giornalismo alla Libera Università Internazionale degli Studi Sociali (LUISS) di Roma e Sociologia della comunicazione sportiva alla facoltà di Scienze Politiche dell'Università di Teramo. È stato collaboratore dell'Università La Sapienza di Roma, dell'Università degli Studi di Palermo, dell'Università degli Studi di Milano-Bicocca, dell'Università di Udine (sede di Gorizia), nonché della LUMSA di Roma, dove ha tenuto seminari e lezioni sui vari aspetti dello sport. Fa parte delle giurie del Premio Prisco e del Premio Beppe Viola e da trent'anni del Premio Sport Civiltà dell'Associazione Veterani dello Sport a Parma, nonché delle commissioni d'esame dell'Ordine dei Giornalisti.
Nell'agosto 2023 il ministro dell'ambiente Gilberto Pichetto Fratin ha nominato Cucci commissario straordinario del Parco nazionale dell'Isola di Pantelleria.. 
Ha collaborato con Pupi Avati al soggetto e alla sceneggiatura del film Ultimo minuto (1987) con Ugo Tognazzi

Ha collaborato con Marco Tullio Giordana al film Appuntamento a Liverpool(1988), interpretato da Isabella Ferrari e con Claudio Bonivento alla miniserie televisiva Il Grande Torino (2005).

## Riconoscimenti
Italo Cucci ha vinto numerosi premi sportivi e letterari, in particolare:
- Il premio "Dino Ferrari" assegnatogli da Enzo Ferrari;
- Nel 1965 ha vinto il Premio Ussi, "certificato di appartenenza" al giornalismo sportivo;
- Nel 1982 Premio Fellini a Gambettola
- Nel 1983 una giuria formata da Ranieri III, Jean Borotra, Jacques Ferran e George Bertelotti gli ha assegnato il primo Premio «Pour un sport sans violence» voluto dalla Principessa Grace Kelly;

Nello stesso anno gli è stato assegnato il Premio «Bruno Roghi»;
- Nel 1988 ha ricevuto il Premio Nicolò Carosio del Panathlon Internazionale
- Nel 1991 ha vinto il Premiolino-Giornalista del mese;
- Nel 1995 Premio «Paolo Valenti» a Forte dei Marmi
- Nel 2000 il premio «Montale Fuori di casa»;
- Nel 2003 il Premio Sportilia assegnato dagli arbitri italiani;
- Nel 2004 ha vinto il Premio Bancarella Sport con il libro Un nemico al giorno. Storia di un giornalista;
- Nel 2005 il Premio Francesco Valentini;
- Nel 2010 ha ricevuto il premio Caravella-Luciano Cirri;
- Nel 2014 ha ricevuto:

il Premio Padre Pio a Morcone;
il Premio Giornalisti mediterranei
- Nel 2015 ha vinto:

il Premio Ghirelli;
il Premio CONI con il libro Il capanno sul porto. Storia del Conte Alberto Rognoni;
- Ha vinto il premio Testimone del tempo di Acquistoria;
- Nel 2018 ha ricevuto il «premio Re Manfredi»;

Il premio Sport & Cultura ASI
- Nel 2019 ha vinto:

il premio alla carriera Bruno Raschi, assegnato dal Bancarella Sport;
il Premio Ischia internazionale di giornalismo alla carriera;
il Premio Coni «Una penna per lo sport-Giorgio Tosatti» per una vita dedicata al giornalismo sportivo;
Nel 2023 ha vinto il Premio Atri alla carriera; giuria presieduta da Gianni Letta.

## Opere
Cucci ha scritto numerose biografie di campioni e storie sui Mondiali di Calcio e numerosi libri.
Saggi
- Tribuna Stampa - Storia critica del giornalismo sportivo (con Ivo Germano) che raccoglie l'esperienza ultradecennale d'insegnamento alla scuola di giornalismo della LUISS;
- Bad Boys, raccolta degli articoli pubblicati sul quotidiano «Avvenire» nella rubrica  "La barba al palo"[10].
- monografia “Racconti di Vite”, realizzata dall’Ente Parco Isola di Pantelleria con la direzione di Italo Cucci, commissario straordinario dell’Ente Parco,

Calcio
- Il mondo di Giacomo Bulgarelli, viaggio nostalgico fra fatti e personaggi del calcio dagli anni sessanta agli ottanta[11];
- Moratti Inter. Album di famiglia, con prefazione di Massimo Moratti, Bertani, 2018; “Malafesta Juve”. Da Belgrado a Cardiff», edizioni Bradipolibri, con Luca Beatrice e Maurizio Crosetti; Azzurro, NFC Edizioni, 2020 (40 anni di Nazionale nelle foto di Alberto Sabattini).
- (coautore con Salvatore Giglio e Nicola Calzaretta) 1923-2023 Agnelli Juventus. La famiglia del secolo, Reverdito, 2022.

Biografie
- Haller com’è;
- Il borghese Bulgarelli;
- Il capanno sul porto. Storia del Conte Alberto Rognoni e del suo tempo (Minerva, 2014);
- Ferrari segreto (2015);
- Boniperti. Storia del grande presidente della Juventus, con Salvatore Giglio e Nicola Calzaretta, prefazione di Giampiero Boniperti, presentazione di Alessandro Del Piero (EffeDi, Torino 2019);
- Chiellini il gigante (NFC, 2020).

Romanzi e diari
- Minuto per minuto (Bologna, 1979);
- Il mio mondo (sul Mondiale di calcio di Messico 1986);
- Un nemico al giorno (autobiografia professionale)[12];
- Elettroshock - E la chiamano depressione, scritto insieme al figlio Ignazio (Minerva Editoriale, 2014)[13];
- Diario al tempo del coronavirus - Sport e vita (NFC Edizioni, 2020).

Curatele
- Piloti che gente di Enzo Ferrari (Conti Editore, 1983);
- Vincere è l'unica cosa che conta (Sperling&Kupfer, 2015), autobiografia di Franco Causio;
- La favola della Juventus”, una storia fotografica di Salvatore Giglio (NFC Edizioni, 2019).

Prefazioni
- Prefazione a I fratelli di Arpad. Appunti di storia del calcio europeo attraverso la vita di alcuni protagonisti, di Biagio Angrisani, Areablu Edizioni, 2015.
- Prefazione a La Testa del Duce di Beppe Boni, Editoriale Minerva, 2025.